# Jean-Sifrein Maury
Jean-Sifrein Maury (26 de juny de 1746 – 10 de maig de 1817) va ser un cardenal francès, arquebisbe de París i anterior bisbe de Montefiascone.

## Biografia
Fill d'un sabater molt pobre, va néixer a Valréas al Comtat Venaissí, enclavament dins de França que pertanyia al papa. La seva agudesa va ser percebuda pels sacerdots del seminari d'Avinyó, on va ser educat i va rebre els ordes. Va provar la seva fortuna escrivint éloges de personatges famosos, llavors una pràctica preferida; el 1771, el seu Éloge a Fénelon va ser pronunciada per l'Acadèmia Francesa, segona només després de la de La Harpe.
La veritable base de la seva fortuna va ser l'èxit d'un panegíric de Sant Lluís lliurat a l'Acadèmia francesa el 1772, el que el va fer recomanar per a una abadia in commendam. El 1777 va publicar sota el títol de Discours choisis els seus panegíric de Sant Lluís, Sant Agustí i Fénelon, les seves observacions sobre Bossuet i el seu Essai sur l'éloquence de la chaire, un volum que conté moltes bones crítiques i es va mantenir com a clàssic francès a través del segle xix, en tant es valorava la retòrica elegant al púlpit. Sovint es va reimprimir el llibre Principes de l'éloquence.Es va convertir en un predicador favorit a París i va ser predicador de Quaresma a la cort el 1781, quan el rei Lluís XVI va parlar del seu sermó: «Si l'abat hagués dit només unes poques paraules sobre religió, hauria discutit sobre tots els temes possibles».
El 1781 obté el ric priorat de Lyons, prop de Pronne; i el 1785 va ser elegit membre de l'Acadèmia francesa com a successor de Lefranc de Pompignan. La seva moral era tan solta com la del seu gran rival Mirabeau, però era famós a París per la seva intel·ligència i alegria. Va ser triat membre dels Estats generals de 1789 pel clergat del bailliage de Péronne, resultant ser el defensor més capaç i perseverant de l'Antic Règim. (No obstant això, havia elaborat la major part del cahier del clergat de Péronne que contenia un programa de reformes considerable.) Es diu que va intentar emigrar tant al juliol com a l'octubre de 1789, però després d'aquest temps, abandonat per gairebé tots els seus amics, va decidir romandre a França.
A l'Assemblea Nacional Constituent va participar activament en tots els debats importants, combatent amb especial vigor la alienació de la propietat del clergat. La seva vida sovint es trobava en perill, però el seu enginy sempre el va salvar i es va dir que un bon mot el conservaria durant un mes. Quan va emigrar el 1792, es va considerar màrtir de l'Església i al rei, i fou nomenat al mateix temps arquebisbe en partibus ; extra nunci extra a la dieta de Frankfort; i, el 1794, cardenal Finalment fou nomenat bisbe de Montefiascone a Itàlia, on es va establir breument, però el 1798 els francesos el van expulsar del seu retir i es va refugiar a Venècia i Sant Petersburg.
L'any següent va tornar a Roma com a ambaixador de l'exiliat Luis XVIII a la cort papal. El 1804, va començar a preparar el seu retorn a França mitjançant una carta ben dirigida a Napoleó, felicitant-lo per restaurar la religió a França una vegada més. El 1806 va tornar i el 1807 va ser rebut de nou a l'Acadèmia; i el 1810, per la negativa del cardenal Fesch, va ser nomenat arquebisbe de París. El papa li va ordenar lliurar les seves funcions com a arquebisbe, però es va negar. A la restauració borbònica de 1814, va ser expulsat sumàriament de l'Acadèmia i del palau arquebisbal.
Maury es va retirar a Roma, on va ser empresonat durant sis mesos al castell de Sant'Angelo per la seva desobediència a les ordres papals. Va morir el 1817, un o dos anys després del seu alliberament, principalment per malalties contretes a la presó.
Com a polític, el seu enginy i eloqüència en van fer un digne rival de Mirabeau. Va sacrificar molt a l'ambició personal, però va romandre públicament rememorat per Lluís XVIII com un valent partidari de Lluís XVI i pel papat com a únic defensor de l'Església durant els Estats Generals.

## La crítica
Com a crític, va ser i és considerat un escriptor molt capaç. Sainte-Beuve li dona el reconeixement de descobrir el pare Jacques Bridayne i de donar-li a Bossuet el seu lloc com a predicador per sobre de Massillon.

## Obres
- Elogi del rei Stanislas le Bienfaisant, 1766 ;
- Elogi funèbre del Delfí, 1766 ;
- Elogi de Carles V, rei de França, 1767 ;
- Discurs sobre els avantatges de la pau, 1767 ;
- Elogi de Fénelon, 1771 ;
- Panegric de Sant Lluís, 1772 ;
- Panegric de Sant Agustí, 1775 ;
- Essai sur l'éloquence de la chaire, 1777;
- Panegric de Sant Vicenç de Paül, 1785 ;